# Joseph Dresselhaus

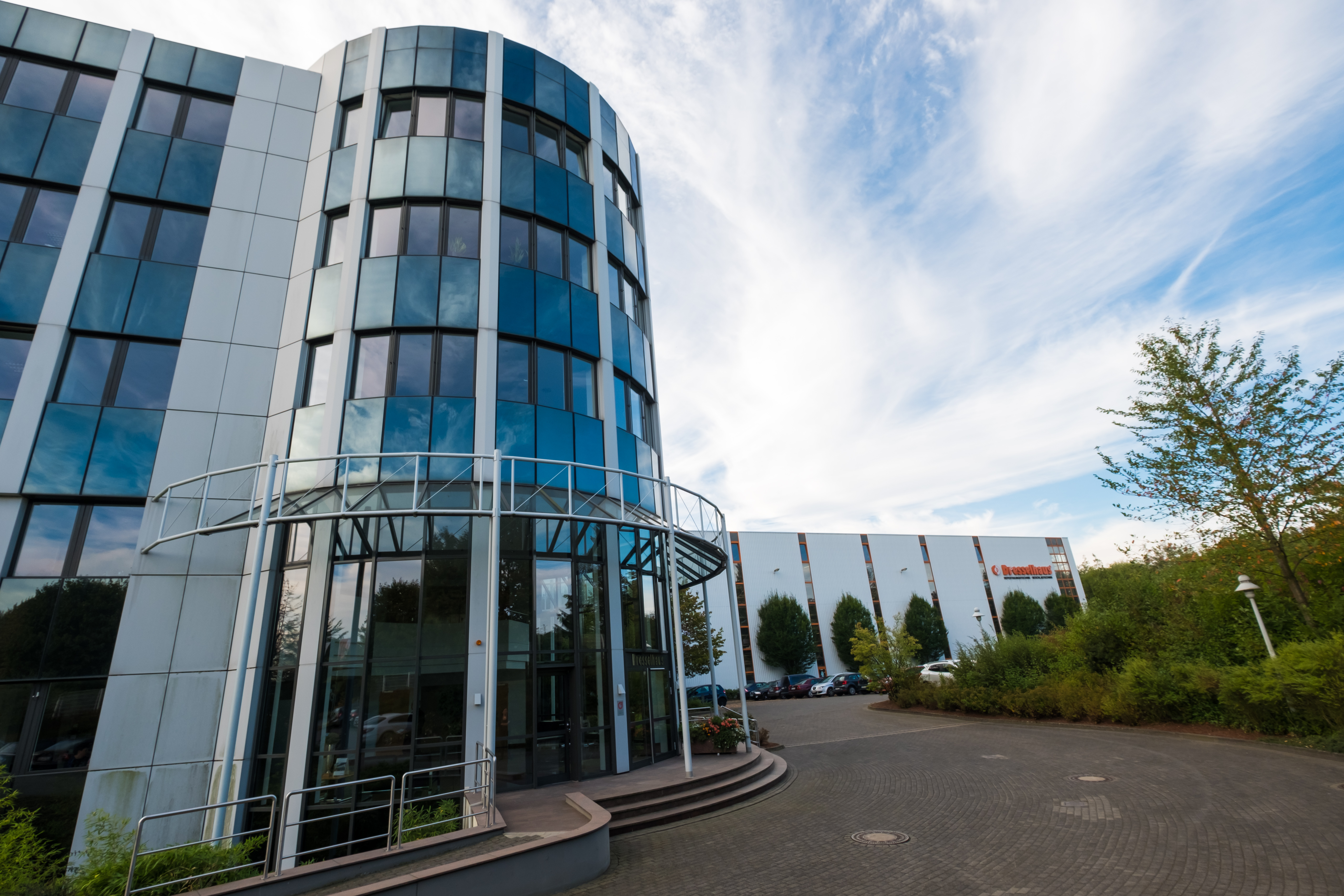
Firmensitz in Herford

Die Joseph Dresselhaus GmbH & Co. KG ist ein Großhandelsunternehmen für Verbindungselemente und Befestigungstechnik mit Sitz in der ostwestfälischen Stadt Herford.

## Geschichte
Im Jahr 1950 gründete Joseph Dresselhaus das Unternehmen zunächst als Einzelfirma in Bielefeld. 1972 erwarb das Unternehmen neben der Münchener Schraubenhandel GmbH mit Sitzen in München und Nürnberg auch die Firma Siegfried von Streit aus Augsburg und die Hermann Hahn GmbH mit Sitz in Bückeburg.
Nachdem Heinrich Dresselhaus im Jahr 1977 die Unternehmensleitung übernommen hatte, wurde er ein Jahr später zum geschäftsführenden, persönlich haftenden Gesellschafter des Unternehmens.
1979 wurde in Remshalden der Stuttgarter Schraubenhandel gegründet. Dieser wird seit 1992 als Niederlassung in Urbach bei Stuttgart weitergeführt. Ende April 2025 kündigte das Unternehmen die Schließung des Standorts Urbach zum 31. Juli 2025 an. Hiervon sind 75 Mitarbeiter betroffen.
Aus dem Münchener Schraubenhandel in Nürnberg wurde in Schwabach bei Nürnberg 1981 die erste Niederlassung. 1985 wurden die Dresselhaus Systeme Lemgo gegründet. 1987 wurde aus dem Münchener Schraubenhandel in München die Niederlassung Maisach bei München. Zwei Jahre später, 1989, eröffnete der Verpackungsbetrieb „Dresselhaus Packing“ in Herford-Elverdissen.
1992 wurden die Verkaufsbüros in Dresden und Magdeburg eröffnet.
1995 nahm das Verkaufsbüro in Berlin seine Tätigkeit auf.
Durch den Neubau für Verwaltung und Logistik in Herford-Diebrock wurde der Sitz der Firma 1994 von Bielefeld nach Herford verlagert.
Mit der Gründung einer Auslandsgesellschaft in der Türkei 2008 begann die internationale Expansion des Unternehmens. 2013 wurde eine Auslandsgesellschaft in Russland gegründet. Mit der Fertigstellung des Logistik-Zentrums in Lemgo-Lieme erhielt der Bereich Handel des Unternehmens einen neuen Standort.
Mit Wirkung zum 11. März 2020 wurden alle Gesellschafteranteile der vier Inhaberfamilien der Joseph Dresselhaus GmbH & Co. KG an die niederländische Private-Equity-Gesellschaft Nimbus verkauft.
Zu den Kunden von Dresselhaus gehören Möbelproduzenten, die Automobilzulieferindustrie, Landmaschinenhersteller sowie die holz- und metallverarbeitende Industrie. Darüber hinaus beliefert das Unternehmen den Eisenwaren-Fachhandel, Baumärkte & Baustoffhändler, sowie den Kfz-Teile- und Elektroinstallationsgroßhandel.
Das Sortiment besteht aus Verbindungselemente, Befestigungstechnik, Möbel- und Beschlagtechnik sowie Elektrokleinteilen. Neben Standard-Artikeln liefert Dresselhaus auch Sonderanfertigungen. Das Unternehmen bietet neben C-Teile-Produkten auch Logistiksysteme für ein C-Teile-Management und einen Verpackungsbetrieb in Elverdissen.
Im Juli 2025 beantragte das Unternehmen Insolvenz in Eigenverantwortung.